# Clavomphalia yunnanensis
Clavomphalia yunnanensis är en svampart som beskrevs av E. Horak 1987. Clavomphalia yunnanensis ingår i släktet Clavomphalia och familjen Tricholomataceae.   Inga underarter finns listade i Catalogue of Life.